# Dienstalterskreuz

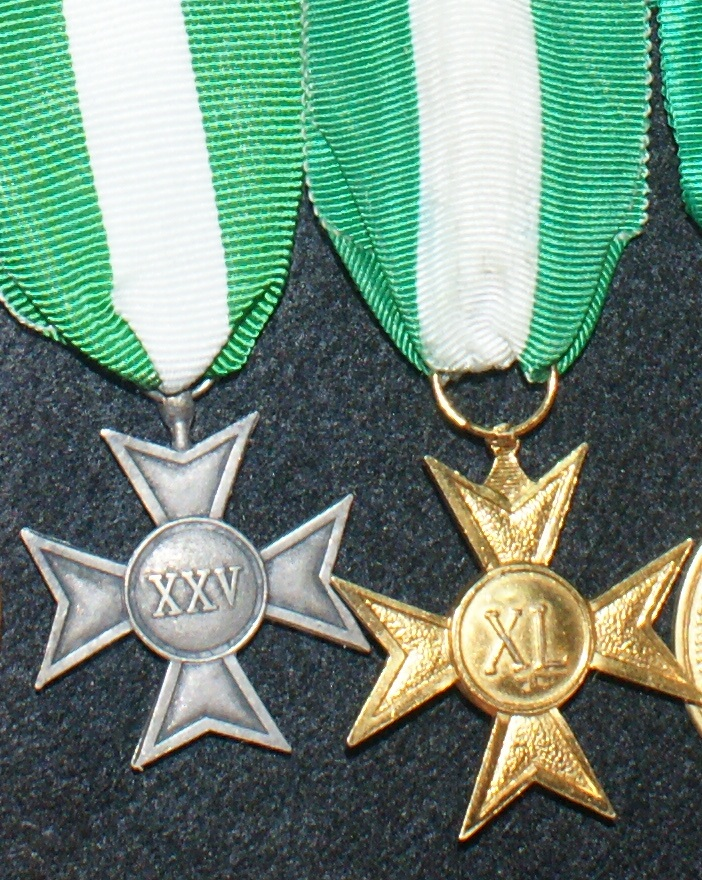
Links das silberne Kreuz für 25-jährige und rechts das goldene Kreuz für 40-jährige Dienstzeit in der heutigen Form

Das Dienstalterskreuz (it. Croce per anzianità di servizio militare) war zunächst eine Auszeichnung des Königreiches Italien, welche am 8. November 1900 per Dekret 359/00 in vier Stufen von Viktor Emanuel III. gestiftet wurde. Das Kreuz wird heute in nahezu unveränderter Form weiterverliehen. Statt der Krone ist aber nun ein silberner oder goldener Stern in Verwendung.

## Stufeneinteilung (1900)
- Offiziere für 40-jährige Dienstzeit: Goldenes Kreuz mit Krone
- Offiziere für 25-jährige Dienstzeit: Goldenes Kreuz
- Unteroffiziere für 25-jährige Dienstzeit: Silbernes Kreuz mit Krone
- Unteroffiziere für 16-jährige Dienstzeit: Silbernes Kreuz

## Stufeneinteilung (heutige Form)
- Offiziere für 40-jährige Dienstzeit: Goldenes Kreuz mit Stern
- Offiziere für 25-jährige Dienstzeit: Goldenes Kreuz
- Unteroffiziere für 25-jährige Dienstzeit: Silbernes Kreuz mit Stern
- Unteroffiziere für 16-jährige Dienstzeit: Silbernes Kreuz

## Aussehen und Trageweise
Das vergoldete oder versilberte Kreuz ist achtspitzig und zeigt auf dem Medaillon der Vorderseite die verschlungenen Insignien des Königs VE (Viktor Emanuel) übereinander. Über den Buchstaben schwebt, sofern es der verliehene Stufe entspricht, die Königskrone. Die Rückseite ist identisch mit der Vorderseite des Kreuzes, zeigt aber im Mittelmedaillon in römischen Ziffern die jeweilig verbrachte Dienstzeit XL, XXV oder XVI.
Getragen wird das Kreuz als Bandorden an der linken oberen Brustseite des Beliehenen an einem grün-weiß-grünen Band.